# Лапчатка индийская
Лапчатка индийская (лат. Potentilla indica, традиционные устаревшие названия — дюшенея, или индийская земляника, или ложная земляника, Duchesnea indica) — вид травянистых растений, внешне напоминающих листьями и ложными плодами землянику. Хотя во многих источниках растение относят к выделяемому из рода Лапчатка (Potentilla) роду Duchesnea, генетические исследования показывают, что растение правильнее относить именно к роду Лапчатка (Potentilla).

## Описание
Растение можно отличить по жёлтым цветам (у настоящей земляники — белые или светло-розовые). Произрастает в Восточной и Южной Азии, однако было завезено и во многие другие страны как декоративное растение. В ряде регионов одичало и стало сорняком.
Листья — трёхдольные, с лёгкими прожилками снизу, тёмно-зелёные, нередко сохраняются зимой. Жёлтые цветы завязываются в середине весны, и затем нерегулярно в период роста. Плоды — белые или красные, полностью покрытые красными семенами. Плоды съедобны, но безвкусны.

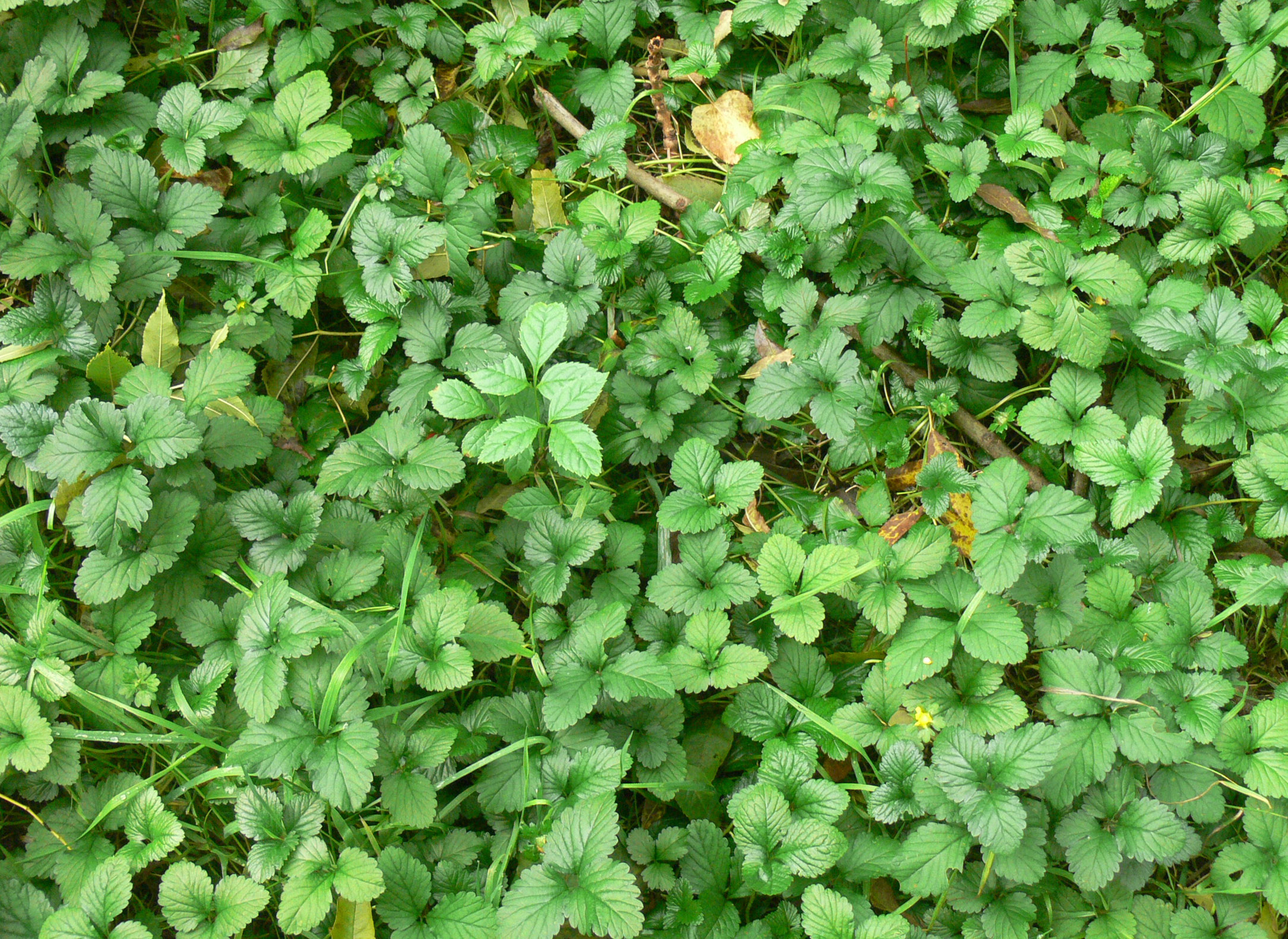
Листья
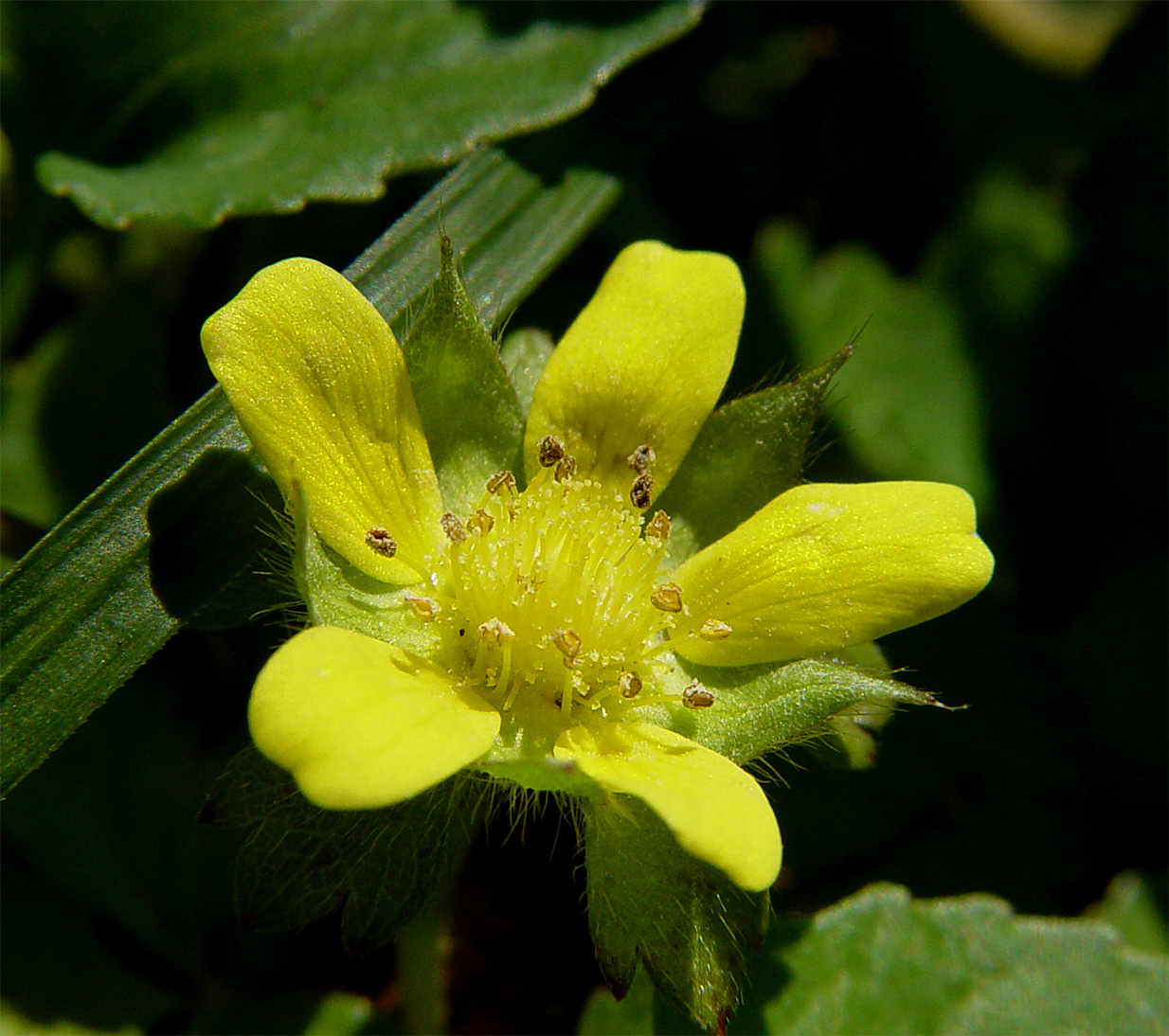
Цветок
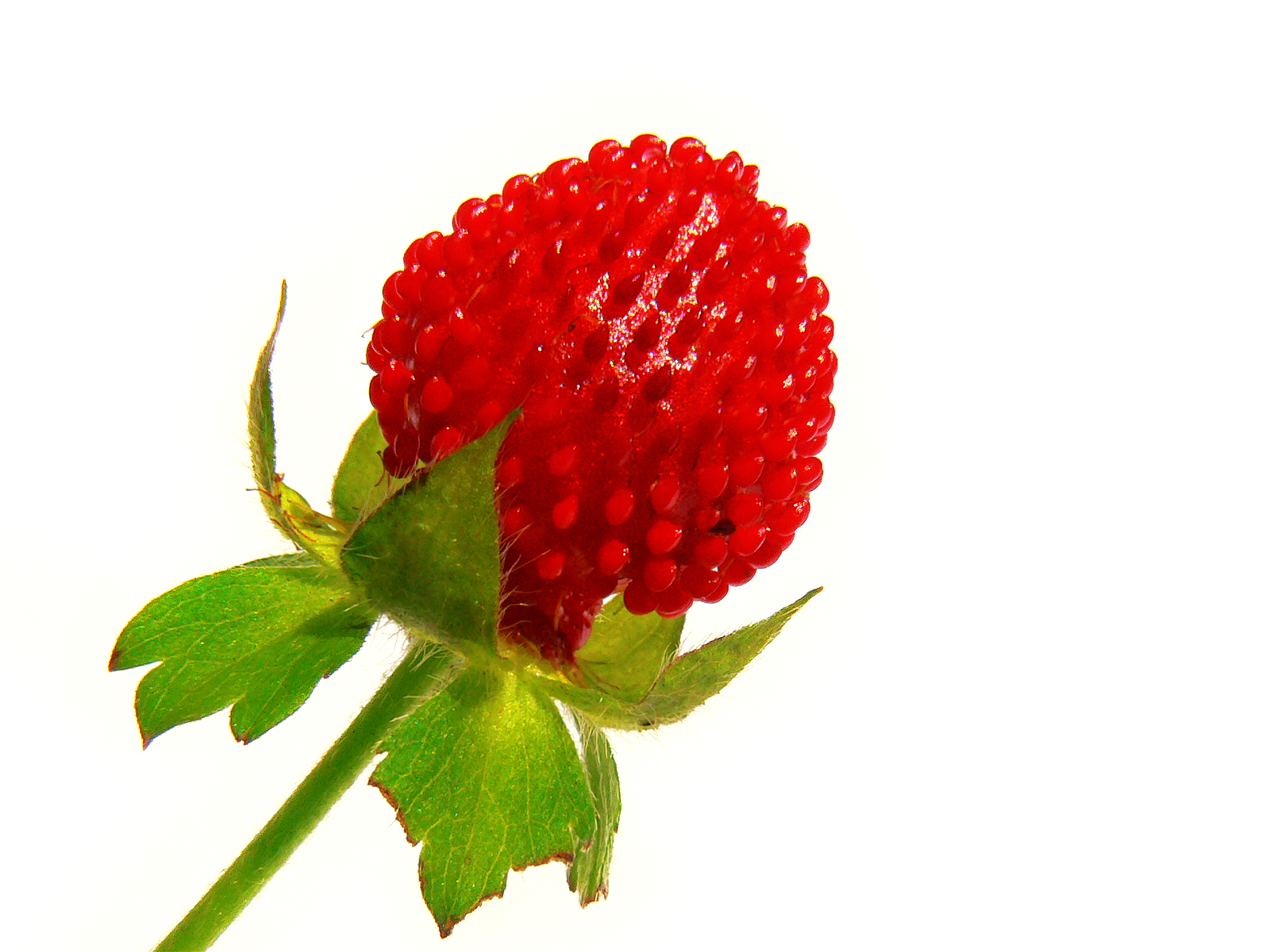
Плод
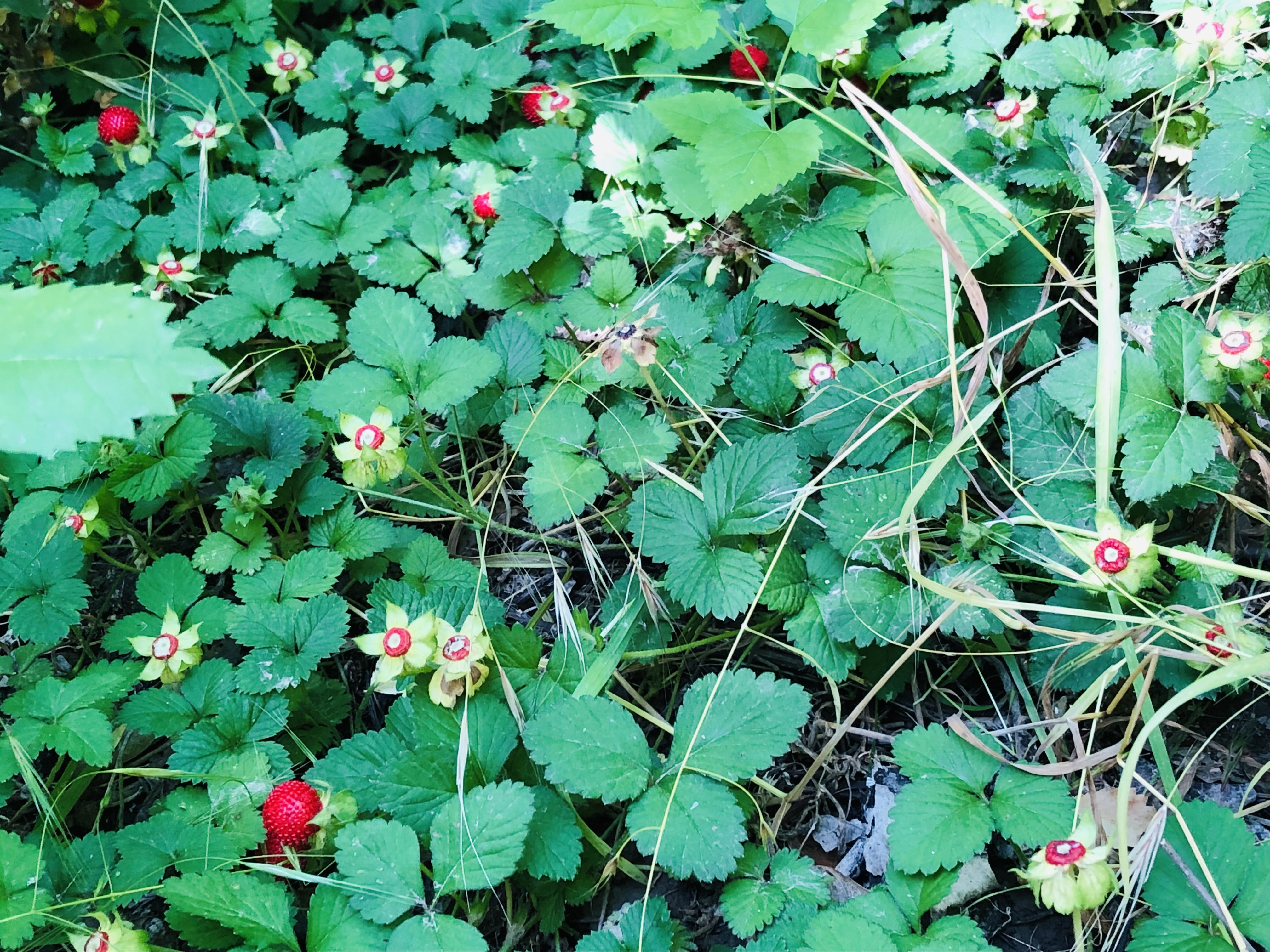
Листья и плод

## Таксономия
Potentilla indica (Andrews) Th.Wolf, Synopsis der Mitteleuropäischen Flora 6(1[34,35]): 661. 1904.

### Синонимы
- Fragaria indica Andrewsbasionym — Земляника индийская
- Duchesnea indica (Andrews) Focke — Дюшенея индийская